# FC Dynamo Klein-Gent Beervelde
FC Dynamo Klein-Gent Beervelde is een Belgische voetbalclub uit Beervelde. De club is bij de KBVB aangesloten met stamnummer 8523 en heeft rood en blauw als kleuren. De club speelt in de provinciale reeksen. De club speelde vroeger onder de naam FC Dynamo Beervelde (voluit FC Dynamo Klein Gent-Beervelde, verwijzend naar het gehucht Klein Gent).

## Geschiedenis
In 1952 was in Beervelde al voetbalclub SK Beervelde opgericht en aangesloten bij de Belgische Voetbalbond. Door onenigheid richtten enkele spelers in 1968 een nieuwe voetbalclub op, FC Dynamo Beervelde, opgericht door Lucien Ferket, waarbij de naam verwijst naar Dynamo Moskou. Men sloot zich aan bij het Katholiek Sportverbond (KVS). In 1977 stapte men uiteindelijk over naar de Belgische Voetbalbond, waar men stamnummer 8523 kreeg toegekend. Men ging er van start in de laagste provinciale reeks, Vierde Provinciale.
Dynamo Beervelde bleef het volgende decennium in de laagste reeksen spelen, waar het regelmatig dorpsderby's speelde tegen dorpsgenoot SK Beervelde. Begin jaren 90 kende de club een succesperiode. In 1989 behaalde men de titel in Vierde Provinciale en promoveerde men naar Derde Provinciale en in 1990 stootte men door naar Tweede Provinciale. Daar kon men zich enkele seizoenen handhaven, maar in 1993 degradeerde men weer naar Derde Provinciale.
In 1999 ging dorpsgenoot SK Beervelde op in fusieclub SK Lochristi, zodat Dynamo Beervelde de enige overblijvende club was in Beervelde. In 2004 degradeerde Dynamo Beervelde weer naar het laagste niveau, Vierde Provinciale. Na deze degradatie herstructureerde de club. Ook muzikant Miguel Wiels speelde hierin een rol. De clubnaam werd VK Nieuw Beervelde en de clubkleuren werden gewijzigd in blauw en rood.
VK Nieuw Beervelde kende opnieuw succes en in 2007 behaalde men de titel in Vierde Provinciale. Een jaar later behaalde men ook in Derde Provinciale de titel en zo stootte men in 2008 meteen al door naar Tweede Provinciale. In 2009 startte de club ook met een tweede elftal in Vierde Provinciale. In Tweede Provinciale kreeg het A-elftal het moeilijker. Beervelde eindigde er in het onderste deel van de rangschikking, maar kon zich er toch drie seizoenen handhaven. In 2011 degradeerde de club weer naar Derde Provinciale, waar men het verder moeilijk had, zowel sportief als extra-sportief.
In 2014 keerde men na tien jaar terug naar de oude clubnaam FC Dynamo Klein-Gent Beervelde.
De kantine wordt reeds jarenlang vol overgave gerund door Rene Gentier en Marleen 'Leentje' Dhondt.

## Bekende spelers
- Steven De Geest
- Stefaan Staelens